# أل دينسون
أل دينسون (بالإنجليزية: Al Denson)‏ هو مغني أمريكي، ولد في 13 مايو 1960 في ستاركفيل في الولايات المتحدة.

## وصلات خارجية
- الموقع الرسمي
- أل دينسون على موقع IMDb (الإنجليزية)
- أل دينسون على موقع ميوزك برينز (الإنجليزية)
- أل دينسون على موقع ديسكوغز (الإنجليزية)